# Bolitoglossa insularis
Bolitoglossa insularis es una especie de salamandras en la familia Plethodontidae.
Es endémica de la isla Ometepe, en el lago Cocibolca (Nicaragua).

## Estado de conservación
Se encuentra ligeramente amenazada por la pérdida de su hábitat natural.